# Bitva u Ořechova

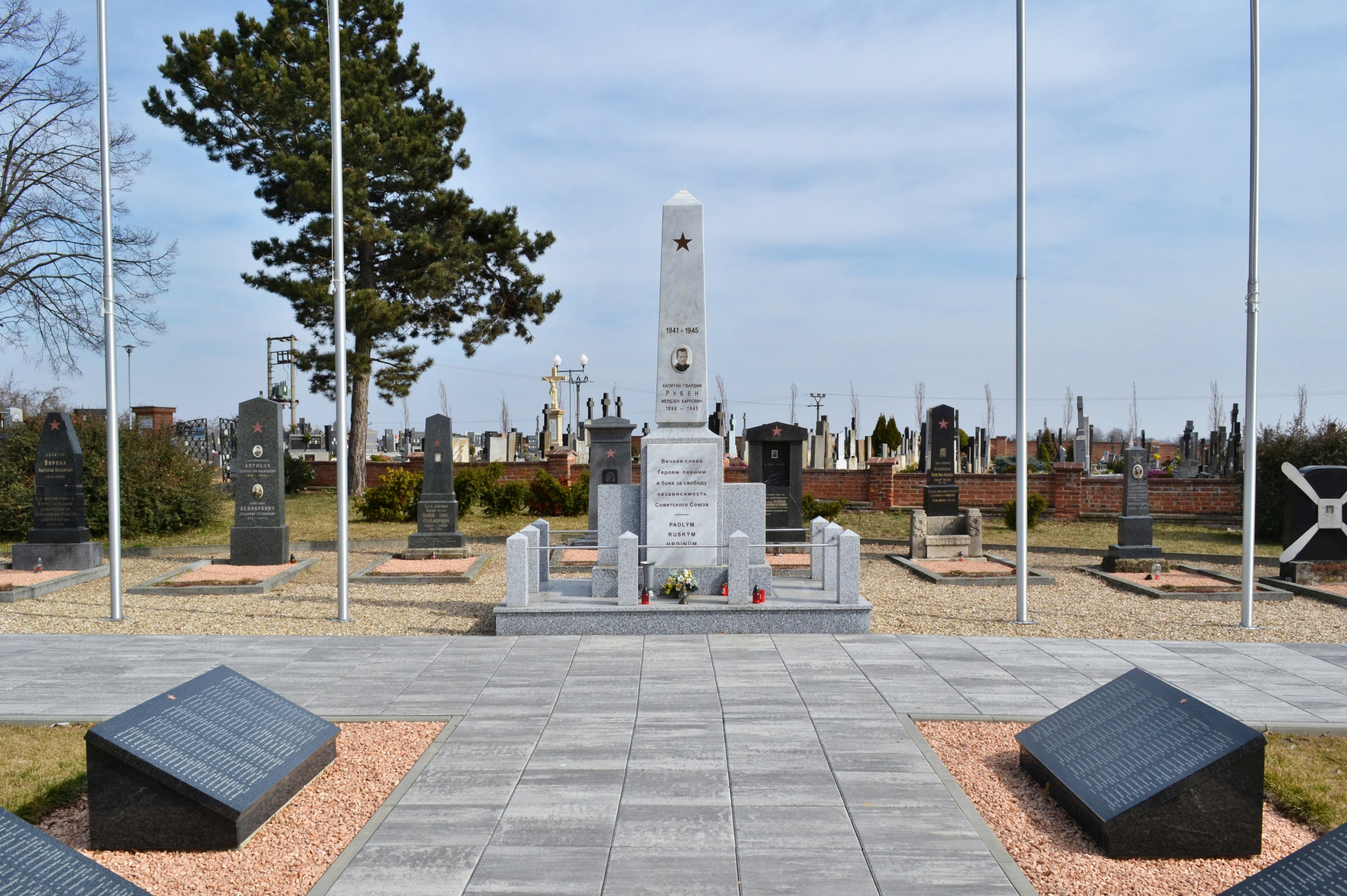
Hřbitov Rudé armády v Ořechově

Bitva u Ořechova proběhla ve dnech 18.–24. dubna 1945 v prostoru současné obce Ořechov v okrese Brno-venkov v rámci bratislavsko-brněnské operace.
Jednotky Rudé armády společně s jednotkami Rumunské královské armády postoupily v průběhu první poloviny dubna 1945 od Bratislavy (obsazena 4. dubna) do prostoru jižně od Brna, kde si zejména po bojích u Rajhradu a Holasic zajistily 18. dubna nástupiště v prostoru Syrovic, Bratčic a Mělčan. Německá obrana, tvořená zde pouze slabšími jednotkami z frekventantů vojenských škol z Vyškova, výcvikovým praporem SS a Volkssturmem, se stáhla k obcím Ořechov, Tikovice a Ořechovičky. Zdejší návrší s kostelem Všech svatých skýtalo strategický bod, odkud bylo možné ostřelovat i Brno. Odpoledne 18. dubna 1945 byl zahájen úspěšný útok sovětských vojsk na Ořechov; němečtí obránci se v noci stáhli do Ořechoviček, následujícího dne ještě dále severním směrem. Večer 19. dubna dorazily však do Brna řádné německé posily, které ještě tentýž večer po ostřelování z raketových vrhačů zaútočily na ořechovské návrší, kde překvapily sovětské vojáky a z velké blízkosti přímo zničily některé jejich tanky T-34 a samohybná děla SU-100. Stažená sovětská vojska začala poté ostřelovat ořechovské obce kaťušemi, naopak německé jednotky podnikaly v následujících dnech přepady jižním směrem. Dne 22. dubna Sověti dosáhli silnice Ořechov – Hajany, ráno 23. dubna zaútočily sovětské tanky a kozáci na Ořechov, Tikovice a Silůvky. Již v předchozích dnech se ale některé sovětské jednotky dostaly přes Silůvky a Radostice až do Střelic, takže Němci byli 23. dubna v Ořechově obklíčeni ze tří stran. V noci na 24. dubna se německá armáda začala z tohoto prostoru přesouvat k Brnu, odpoledne toho dne již Ořechov, Tikovice a Ořechovičky obsadila Rudá armáda.
V bitvě bylo zničeno přes 30 tanků a obrněných vozidel (zdroje uvádí 34 strojů na obou stranách nebo 35 strojů na sovětské straně) a podle zprávy v deníku Slovo národa ze dne 7. srpna 1945 v ní padlo 960 sovětských a 275 německých vojáků. V bojových akcích zemřelo také 23 občanů Ořechova, Tikovic a Ořechoviček, v těchto třech obcích bylo zničeno 189 domů, většina ostatních byla těžce poškozena včetně kostela Všech svatých. Právě u kostela, v místech nejtěžších bojů, byl po válce vybudován hřbitov Rudé armády, kde bylo pohřbeno 1452 vojáků a důstojníků, a památník.
Bitva u Ořechova, která je označována za největší tankovou bitvu na Moravě, je připomínána od druhé poloviny 90. let 20. století bojovými ukázkami poblíž obce.